# Blue Ridge, Virginia
Blue Ridge är en ort i Botetourt County i delstaten Virginia, USA.